# 吉斯伯勒
吉斯伯勒（Guisborough）是英國的一個城鎮，位於英格蘭東北部。據2011年人口普查，基斯堡有人口7,622人。

## 友好城市
- 法國 圣埃斯泰沃